# Mamnún Husajn
Mamnún Husajn (23. prosince 1940 Ágra, Britská Indie – 14. července 2021) byl prezident Pákistánu. Podnikal v textilním průmyslu a zastával funkci guvernéra jihopákistánské provincie Sindh.
Byl loajální k pákistánskému premiérovi Navázu Šarífovi, v jehož rukou je koncentrována výkonná moc v zemi. Prezidentská funkce je spíše ceremoniální.
Husajn se po zvolení vzdal členství ve straně Pákistánská muslimská liga (N), čímž dal symbolicky najevo, že chce být nadstranickým prezidentem.